# Les Mamelles
|  | No s'ha de confondre amb mamelles (part del cos), Illa Mamelles, també a les Seychelles, o Les Mamelles, uns turons al Parc Nacional de la Guadalupe. |

Les Mamelles (pronunciació francesa: [le mamɛl]) és un districte administratiu de les Seychelles, situat al sud de la zona suburbana de Greater Victoria a Mahé, l'illa principal de l'arxipèlag. El districte es troba més a l'interior que el districte costaner adjacent de Roche Caiman. No confondre amb l'illa Mamelles a uns 13 quilòmetres al nord-est de Mahé.
El nom del districte prové de dos turons anomenats morne des mamelles inspirats en la forma d'uns pits femenins.
El districte de les Mamelles es va crear l'any 1998 majoritàriament a partir de terres guanyades al mar  i de parts del districte de Plaisance. Per tant, encara no té el seu propi codi ISO 3166-2.